# Joshua (musikalbum)
Joshua är ett album av Dolly Parton, släppt 16 april 1971, som bland annat innehöll hennes första låt att toppa den amerikanska countrysingellistan, nämligen titelspåret. Albumet nådde som högst placeringen # 16 på USA:s countryalbumlistor, och #198 på popalbumlistorna.

## Låtlista
1. "Joshua"
2. "The Last One To Touch Me"
3. "Walls Of My Mind"
4. "It Ain't Fair That It Ain't Right"
5. "J.J. Sneed"
6. "You Can't Reach Me Anymore"
7. "Daddy's Moonshine Still"
8. "Chicken Every Sunday"
9. "The Fire's Still Burning"
10. "Letter To Heaven"